# انيانغ (كوريا الجنوبية)
انيانغ هي مدينة في كوريا الجنوبية، ومدينة، تتبع مقاطعة غيونغي، بلغ عدد سكانها 585,177 نسمة في 2015، تبلغ مساحتها 58.47 كيلومتر مربع.

## المناخ
يظهر الجدول التالي التغييرات المناخية على مدار السنة لانيانغ:
| البيانات المناخية لـانيانغ        | البيانات المناخية لـانيانغ | البيانات المناخية لـانيانغ | البيانات المناخية لـانيانغ | البيانات المناخية لـانيانغ | البيانات المناخية لـانيانغ | البيانات المناخية لـانيانغ | البيانات المناخية لـانيانغ | البيانات المناخية لـانيانغ | البيانات المناخية لـانيانغ | البيانات المناخية لـانيانغ | البيانات المناخية لـانيانغ | البيانات المناخية لـانيانغ | البيانات المناخية لـانيانغ |
| الشهر                             | يناير                      | فبراير                     | مارس                       | أبريل                      | مايو                       | يونيو                      | يوليو                      | أغسطس                      | سبتمبر                     | أكتوبر                     | نوفمبر                     | ديسمبر                     | المعدل السنوي              |
| --------------------------------- | -------------------------- | -------------------------- | -------------------------- | -------------------------- | -------------------------- | -------------------------- | -------------------------- | -------------------------- | -------------------------- | -------------------------- | -------------------------- | -------------------------- | -------------------------- |
| متوسط درجة الحرارة الكبرى °م (°ف) | 2 (36)                     | 5 (41)                     | 10 (50)                    | 18 (64)                    | 23 (73)                    | 27 (81)                    | 29 (84)                    | 30 (86)                    | 26 (79)                    | 20 (68)                    | 12 (54)                    | 5 (41)                     | 17.3 (63.1)                |
| متوسط درجة الحرارة الصغرى °م (°ف) | −7 (19)                    | −5 (23)                    | 0 (32)                     | 6 (43)                     | 12 (54)                    | 18 (64)                    | 22 (72)                    | 22 (72)                    | 16 (61)                    | 9 (48)                     | 2 (36)                     | −4 (25)                    | 7.6 (45.7)                 |
| الهطول مم (إنش)                   | 0 (0)                      | 28 (1.1)                   | 49 (1.9)                   | 105 (4.1)                  | 88 (3.5)                   | 151 (5.9)                  | 383 (15.1)                 | 265 (10.4)                 | 160 (6.3)                  | 48 (1.9)                   | 43 (1.7)                   | 24 (0.9)                   | 1٬344 (52.9)               |
| المصدر:                           |                            |                            |                            |                            |                            |                            |                            |                            |                            |                            |                            |                            |                            |

## توأمة
لانيانغ (كوريا الجنوبية) اتفاقيات توأمة مع:
- أولان-أودي (1997 - )[5]

## أعلام
- جي تشانغ ووك
- إي هيون وو